# بخش کروز دل اژه
بخش کروز دل اژه (به اسپانیایی: Departamento Cruz del Eje) یک منطقهٔ مسکونی در آرژانتین است که در استان کوردوبا، آرژانتین واقع شده‌است. بخش کروز دل اژه ۶٬۶۵۳ کیلومتر مربع مساحت و ۵۲٬۱۷۲ نفر جمعیت دارد.